# Grand Prix 2014/2015 (volleyboll, damer)
Grand Prix 2014/2015 i volleyboll spelades helgen 5-6 januari 2015 i Duveholmshallen, Katrineholm. Det var den 18:e upplagan av Grand Prix och de fyra lag som låg först i Elitserien i volleyboll efter tio omgångar (21 december 2014) fick delta. Engelholms VS vann titeln för femte gången genom att vinna finalen över Lindesbergs VBK med 3-0 i set. Isabelle Haak och Jennifer Cross tillhörde lagets dominerande spelare. Hylte/Halmstad VBK tog bronsplatsen genom att besegra Katrineholms VK med 3-1 i set. Engelholm vann sin semifinal över Katrineholm med 3-0 medan Lindesberg vann sin semifinal över Hylte/Halmstad med 3-0.